# Kanzel (Flotzheim)

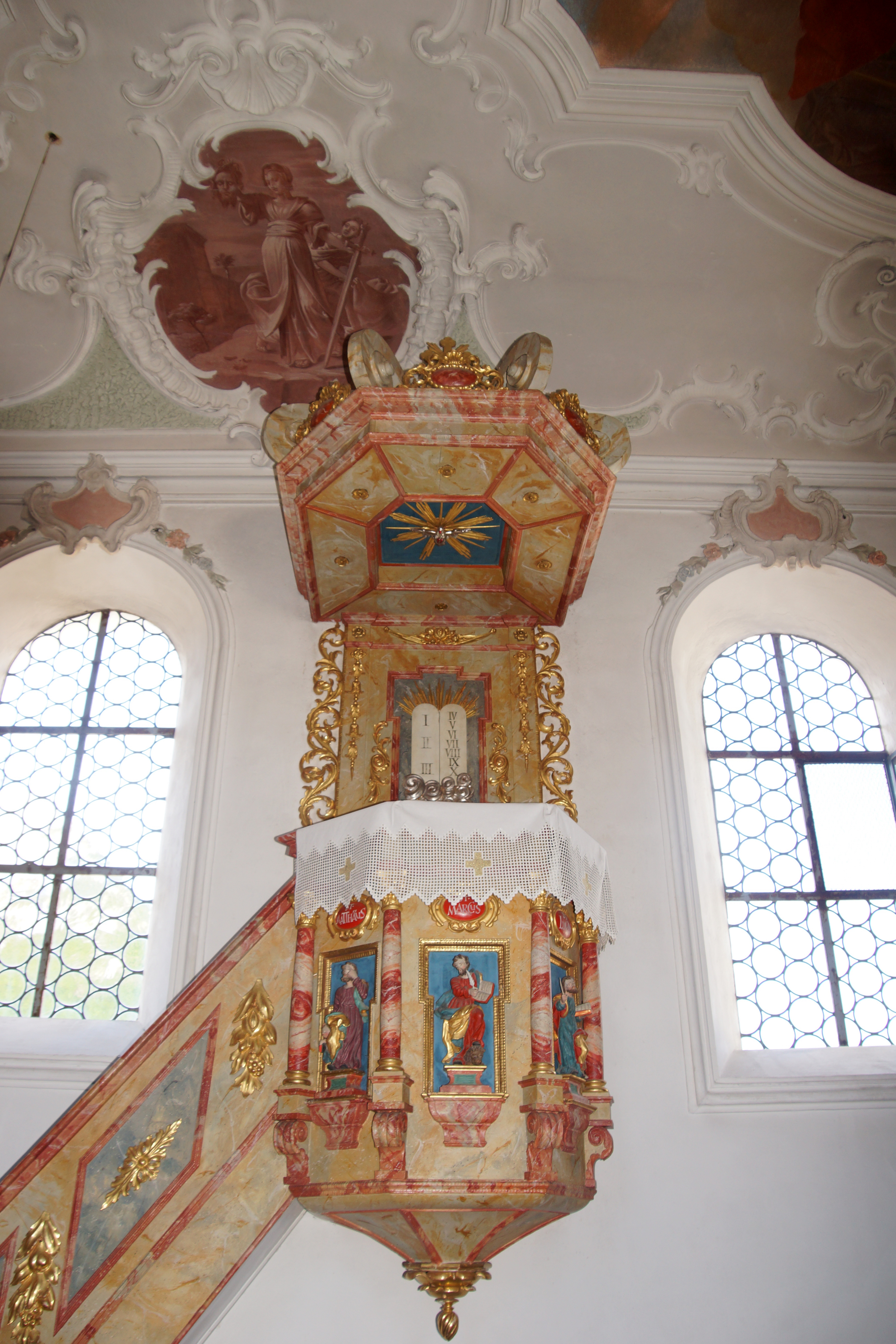
Kanzel in Flotzheim

Die Kanzel in der katholischen Pfarrkirche Mariä Himmelfahrt in Flotzheim, einem Stadtteil von Monheim im schwäbischen Landkreis Donau-Ries in Bayern, wurde in der zweiten Hälfte des 17. Jahrhunderts geschaffen. Die Kanzel ist ein Teil der als Baudenkmal geschützten Kirchenausstattung.
Die hölzerne Kanzel im Stil des Barocks besitzt einen Kanzelkorb mit Ecksäulchen. In den geohrten Feldern sind Reliefs der vier Evangelisten zu sehen. 
Der Schalldeckel ist mit einer Volutenkrone geschmückt. An der Unterseite ist eine Heiliggeisttaube als Relief vorhanden.
An der Rückwand sind die Zehn Gebote mit Akanthusdekor zu sehen. 